# Haiti nos Jogos Parapan-Americanos de 2007
O Haiti participou dos Jogos Parapan-Americanos de 2007, realizados no Rio de Janeiro, Brasil.

## Desempenho

### Atletismo
| Atleta           | Prova    | Elim. | Elim. | Semifinal   | Semifinal   | Final       | Final       |
| Atleta           | Prova    | Tempo | Pos.  | Tempo       | Pos.        | Tempo       | Pos.        |
| ---------------- | -------- | ----- | ----- | ----------- | ----------- | ----------- | ----------- |
| Richardson Medor | 100m T45 | 14s90 | 13º   | Não avançou | Não avançou | Não avançou | Não avançou |

### Levantamento de peso
| Atleta              | Categoria                 | Final | Final | Final | Final | Pos. |
| Atleta              | Categoria                 | 1     | 2     | 3     | Res.  | Pos. |
| ------------------- | ------------------------- | ----- | ----- | ----- | ----- | ---- |
| Nephtalie St. Louis | Aberto peso leve feminino | 55.0  | 55.0  | 55.0  | ---   | 12º  |

### Tênis de mesa
| Atleta              | Evento                           | Fase de grupos                                          | Quartas de final       | Semifinais             | Final                  | Pos.        |
| Atleta              | Evento                           | Adversário e resultado                                  | Adversário e resultado | Adversário e resultado | Adversário e resultado | Pos.        |
| ------------------- | -------------------------------- | ------------------------------------------------------- | ---------------------- | ---------------------- | ---------------------- | ----------- |
| Emmanuel St. Pierre | Individual classe 9-10 masculino | VEN Ascanio D W.O. BRA Almeida D 1-3 BRA Pinheiro D 0-3 | Não avançou            | Não avançou            | Não avançou            | Não avançou |

| Atleta              | Evento                       | Fase de 64             | Fase de 32             | Oitavas de final       | Quartas de final       | Semifinais             | Final                  | Pos.        |
| Atleta              | Evento                       | Adversário e resultado | Adversário e resultado | Adversário e resultado | Adversário e resultado | Adversário e resultado | Adversário e resultado | Pos.        |
| ------------------- | ---------------------------- | ---------------------- | ---------------------- | ---------------------- | ---------------------- | ---------------------- | ---------------------- | ----------- |
| Emmanuel St. Pierre | Aberto classe 6-10 masculino | MEX Domínguez D 0-3    | Não avançou            | Não avançou            | Não avançou            | Não avançou            | Não avançou            | Não avançou |